# Koprivnički Bregi
Koprivnički Bregi falu és község Horvátországban, Kapronca-Kőrös megyében. Közigazgatásilag Glogovac és Jeduševac falvak tartoznak hozzá.

## Fekvése
Kaproncától 7 km-re délkeletre a Kapronca-patak partján a drávamenti főút mellett fekszik.

## Története
A településtől északnyugatra fekvő Seče-mezőn az újkőkori Seče-kultúra leleteit tárták fel. Mintegy húsz objektum, földbe mélyített lakóházak, kutak, tűzhelyek maradványai mellett kő szekercék, kőkések és cserépmaradványok kerültek elő. A falu nevét a mocsár helyi kaj horvát nevéből a "bereki"-ből magyarázzák, ez a terület ugyanis egykor mocsaras volt. A bereki szó az idők folyamán bregire változott. (Feltűnő az azonos jelentésű magyar "berek" szóval való hasonlatossága.)
A falu középkori történetéről nincs hiteles adat, de 1334-ben szerepel a zágrábi püspökségnek a plébániák helyzetéről szóló feljegyzésében, majd 1424. január 19-én "Bereg" néven a Kapronca-patak melletti faluként szerepel a kaproncai bíró egyik oklevelében is. A középkori falut a török elpusztította és csak 1638 körül alapították újra. 1628-ban "Bregh" alakban még nem létező településként említi a zágrábi püspökség oklevele, 1638-ban azonban már ábrázolja a varasdi kapitányság térképe. 1659-ben már 40 házat említ itt az egyházi vizitáció, mely mintegy száz lakost jelentett. Bár a település 17. századtól Kapronca szabad királyi városhoz tartozott, lakói azonban paraszti módon éltek. Kézművesek is éltek a itt, 1679-ben például két takácsot is említenek a településen. 1714-ben Bregiben említik Martin Cheh molnárt. Bregi ebben az időben három utcából állt, melyeket Polanczy, Sztara ulicza és Novoszelczy néven említenek. 1781-ben lakói kérelmezték teljes jogú polgárjoguk elismerését és részvételüket a városi tanács munkájában. Az 1787-es egyházlátogatáskor a falu 159 házában 698 lakos élt.
Bregiben a régi temető területén már 1686-ban állt egy fakápolna, melyet 1733-ban és 1750-ben új, zsindelyfedésű fakápolnára cseréltek. 1790-ben a településen új plébániát alapítottak és 1798-ban a kápolna közelében elkezdődött a templom építése. Közben 1802-ben felépült a plébánia is. 1805-re felépült az új barokk plébániatemplom, melyet augusztus 3-án Maksimilijan Vrhovec zágrábi püspök szentelt fel. Az 1810-es vizitáció már 1501 lakost említ. 1817-ben új temetőt létesítettek. Az egyházi iskola 1798-ban kezdte meg működését a településen. 1804-ben két osztályosra bővítették, 1858-ban pedig felépült az új iskola épülete. 1911-ben megalakult az önkéntes tűzoltóegylet. Az 1912-ben megnyitott Kapronca-Kloštar vasútvonal bekapcsolta a települést a vasúti hálózatba. 1924-től eszperantó klub működött a faluban. 1928-ban megnyílt a posta, 1935-ben pedig a könyvtár és olvasóterem és amatőr színjátszó társulat is működött. Koprivnički Bregi 1993 óta önálló község.
2001-ben a falunak 1517, a községnek 2550 lakosa volt.

## Nevezetességei
- Szent Rókus tiszteletére szentelt plébániatemploma[2] 1798 és 1805 között épült barokk stílusban a régi, fából épített templom helyén. Egyhajós, négyszögletes alaprajzú épület, félköríves szentéllyel, harangtornya a homlokzat felett magasodik. A szentély mellett a déli oldalon egyemeletes sekrestye található. A templom  belseje boltozatos, csehsüvegboltozattal, féloszlopokkal alátámasztott kettős falövekkel elválasztva. A hajó homorú oldalfalai sekély falfülkéket képeznek, mindegyiken belül egy félköríves ablaknyílással.

- Innen ered a "Bregovska pita" egy kalácsféle, mely a faluról kapta a nevét.

## Külső hivatkozások
- Hivatalos oldal
- Az alapiskola honlapja